# Valencia de las Torres
Valencia de las Torres ist ein Dorf und eine Gemeinde (municipio) mit nur noch 480 Einwohnern (Stand: 2024) im Südosten der spanischen Provinz Badajoz in der Autonomen Gemeinschaft Extremadura. 

## Lage
Valencia de las Torres liegt etwa 83 Kilometer südsüdöstlich von Mérida und etwa 130 Kilometer südöstlich von Badajoz in einer Höhe von ca. 520 m. Das Klima im Winter ist gemäßigt, im Sommer dagegen warm bis heiß; die eher geringen Niederschlagsmengen (ca. 441 mm/Jahr) fallen – mit Ausnahme der nahezu regenlosen Sommermonate – verteilt übers ganze Jahr.

## Bevölkerungsentwicklung
| Jahr      | 1970 | 1981 | 1991 | 2001 | 2011 | 2021 |
| Einwohner | 1320 | 996  | 966  | 790  | 678  | 520  |

## Sehenswürdigkeiten
- Kirche Mariä Himmelfahrt (Iglesia de Nuestra Señora de la Asunción)

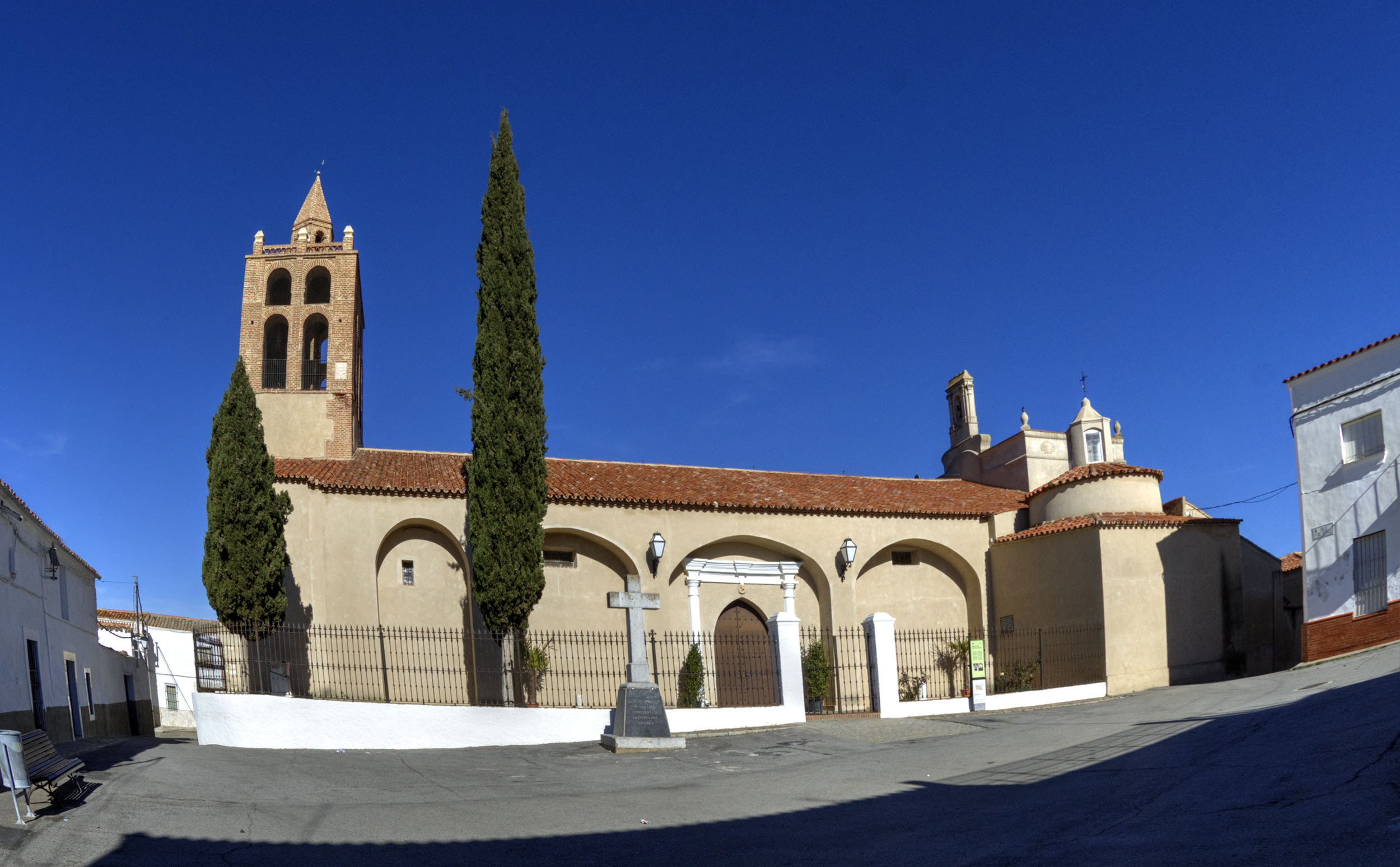
Kirche Mariä Himmelfahrt